# Tom Clancy's Splinter Cell: Pandora Tomorrow
Tom Clancy's Splinter Cell: Pandora Tomorrow è un videogioco in terza persona di genere stealth prodotto e distribuito dalla Ubisoft Shanghai, mentre il team di Ubisoft Montreal, già creatore del primo Splinter Cell, stava lavorando su Chaos Theory.
Pandora Tomorrow è il secondo capitolo della saga di Splinter Cell scritta da Tom Clancy. Il gioco segue le attività di spionaggio di Sam Fisher, un agente che lavora per un ramo segreto del NSA chiamato "Third Echelon".

## Trama
Pandora Tomorrow si svolge nel Sud-Est asiatico, anno 2006:
Gli Stati Uniti d'America hanno stabilito una presenza militare e diplomatica nella neonata nazione indipendente di Timor Est. Una milizia, chiamata Darah Dan Doa (Sangue e Preghiera) comandata da Suhadi Sadono, si oppone alla separazione di Timor Est dal resto dell'Indonesia. Sadono, una volta alleato della CIA con il compito di contrastare l'influenza comunista nella regione, fu deluso dal supporto degli Stati Uniti a Timor Est, convinto che potesse interferire con la sovranità nazionale indonesiana. La Darah Dan Doa inizia la sua campagna anti-americana con un attentato suicida con autobomba, seguito da un attacco all'ambasciata degli Stati Uniti a Dili, uccidendo militari e diplomatici statunitensi. Catturano inoltre Douglas Shetland, un vecchio amico di Sam Fisher, consapevoli del valore del prigioniero. Shetland ha infatti lasciato le forze armate da anni per creare la società paramilitare DISPLACE, con la quale ha svolto consulenze di sicurezza in tutto il mondo. Al momento dell'attentato Shetland non aveva ancora terminato di cancellare i dati sensibili in suo possesso.
Fisher viene inviato dall'NSA per infiltrarsi all'ambasciata, recuperare i dati di Shetland e raccogliere informazioni sulla Darah Dan Doa. Sam riesce a liberare Shetland e questi gli dà una memory card che ha sottratto ad una guardia dopo averla uccisa. Ci trova una mail in dialetto "Mamba" timorese inviato da un username "Pinguino_Mortificato". Fisher rintraccia quindi Ingrid Karlthson, un'interprete che conosce la lingua. Il testo contiene coordinate per un incontro, citando un certo Saulnier, e la città di Springfield. L'ambasciata verrà liberata dalla Delta Force. Sadono riesce a fuggire, e gli Stati Uniti lanciano una caccia all'uomo per ritrovarlo, in contrasto con il governo Indonesiano.
Third Echelon scopre che Saulnier è un laboratorio di criogenia che si trova a Parigi e che è stato attaccato da un commando di mercenari francesi e siriani, i quali hanno ucciso tutti i dipendenti. Fisher si infiltra nel laboratorio e scopre che i terroristi sono stati inviati da "Pinguino_Mortificato" per prelevare degli ND133K, dispositivi di ibernazione portatili. All'interno del laboratorio Saulnier uno dei dipendenti è riuscito a sfuggire ai terroristi ed ha scattato una foto con suo cellulare all'individuo che si nasconde dietro all'alias.
Third Echelon scopre che "Pinguino_Mortificato" si chiama Norman Soth, è un ex agente della CIA.
Lo localizzano su un treno diretto a Nizza. Sam raggiunge Soth sul treno e quest'ultimo gli rivela di lavorare sotto copertura nell'organizzazione di Sadono. Ma Lambert, il direttore di Third Echelon, ritiene che Soth sta mentendo e la conferma arriva dall'hackeraggio del portatile di Soth e da una conversazione telefonica tra lo stesso Soth e Sadono, intercettata da Fisher, che dimostra come i due stiano preparando un attacco sul suolo americano con un agente biologico sconosciuto, ma potenzialmente letale. I movimenti bancari di Soth spingono Fisher a recarsi a Gerusalemme, ove è stato inoltre imposto il coprifuoco. Lì Dahlia Tal, un'agente dello Shin Bet rivela che i mercenari hanno venduto a Sadono e Soth l'agente biologico, (un'evoluzione del virus del vaiolo) in cambio di denaro e di un contenitore ND133K, mentre gli altri sono stati utilizzati per trasportare il virus sul suolo americano.
"Pandora Tomorrow" è la parola in codice che Suhadi Sadono pronuncia ogni 24 ore tramite una chiamata criptata per ritardare di un giorno la diffusione del virus. Se venisse catturato o ucciso il virus sarebbe rilasciato e milioni di cittadini americani morirebbero. Nel frattempo egli contrasta l'esercito americano nel Sud-Est asiatico. Gli Stati Uniti non possono rischiare di eliminarlo, quindi lo fanno rimanere bloccato al fronte. Fisher viene mandato a infiltrarsi nel suo accampamento in Indonesia per riuscire a localizzare le bombe. Viene aiutato da Shetland e dal suo team, e riesce a decriptare le chiamate. Uscito dall'accampamento Fisher entra in una vecchia base navale dove trova un sottomarino che funge da ripetitore per il telefono di Sadono, e dal computer di bordo viene a conoscenza della posizione delle bombe, così le spie di Shadownet, squadre speciali organizzate da Third Echelon, possono intervenire per neutralizzare la minaccia.
Third Echelon decide di catturare Sadono vivo, per non rischiare di creare problemi come quelli dopo l'assassinio del presidente Nikoladze (nel primo capitolo della saga) da parte di Sam stesso. Sadono, tuttavia, ha occupato insieme ai suoi uomini la sede di un'emittente televisiva di Giacarta, il che rende la sua cattura molto più difficile. Inoltre insieme a lui c'è Ingrid Karlthson, che si rivela essere non una semplice linguista della CIA, ma un vero e proprio agente infiltrato, la cui copertura però è saltata. Sam Fisher riesce a salvare la Karlthson, dato che Sadono ne aveva ordinato la sua uccisione, e a catturare il leader vivo. Tuttavia Third Echelon scopre che un'ultima bomba è nelle mani di Soth, il quale intende farla detonare all'aeroporto LAX di LA, per riprendersi una rivincita sulla nazione che l'aveva tradito anni prima.
Fisher si infiltra nell'aeroporto, uccide Soth e tutti gli altri terroristi che si trovano con lui, recupera la bomba, ma sa che è troppo tardi per farla disinnescare da una squadra speciale senza provocare vittime: farebbe saltare la sua copertura. 
Si affida quindi ad un azzardo: quando ormai mancano circa undici minuti alla de-pressurizzazione dell'ordigno, si traveste da impiegato aeroportuale e piazza la valigetta proprio al centro dell'aeroporto, i poliziotti di servizio immediatamente sgomberano l'area e fanno brillare la bomba sotto una cupola pressurizzata con l'ausilio degli artificieri della SWAT.

## Modalità di gioco
Il gameplay di Pandora Tomorrow non ha subito grandi cambiamenti rispetto al primo capitolo della serie.
Il gioco ha subito un moderato miglioramento grafico.
Alla pistola, alla quale è stato aggiunto un mirino laser, che permette di tracciare il punto di entrata del proiettile con assoluta certezza. Il suo uso però comporta il rischio che il nemico noti il laser allertando le altre guardie o che si diriga alla fonte rischiando quindi di scoprire Fisher. Inoltre Sam può aprire le porte senza lasciar cadere il corpo che trasporta, girarsi e arrampicarsi su un lato quando fa la spaccata su un muro.
Il kit medico non è più un oggetto dell'inventario da questo episodio della saga: i kit medici saranno d'ora in poi armadietti fissati al muro con un'utilizzabilità limitata e una capacità curativa molto più elevata di quelli del primo Splinter Cell

## Equipaggiamento
L'equipaggiamento non si discosta tanto da quello del primo capitolo: Fisher è ancora armato di pistola SC e SC-20K.
Il mirino dell'SC-20K ha ora lo zoom variabile, mentre alla pistola SC è stato aggiunto un puntatore laser sottocanna. Il puntatore laser può però essere però visto dal giocatore quanto dai nemici, che potrebbero far scattare l'allarme o iniziare a cercare la fonte dello stesso, rischiando di scoprire Fisher.
Un'altra aggiunta interessante è la possibilità di emettere rumori volontariamente: sono fischi o bisbigli atti ad attirare l'attenzione dei nemici e condurli nel punto desiderato.
La pistola SC e l'SC-20K sono versioni pesantemente personalizzate rispettivamente della FN Five-SeveN e del FN FA2000.

## Multiplayer PvP
Il cambiamento maggiore dal punto di vista del gameplay in Pandora Tomorrow è l'aggiunta della modalità Multiplayer on line tramite Xbox, PlayStation 2 e PC. 
L'unica piattaforma a non disporre del multiplayer è il GameCube.
Ci sono tre modalità di gioco multiplayer:
- Neutralizzazione: in questa modalità bisogna disattivare il dispositivo del virus, o ND133K, ma bisogna farlo schivando i vari mercenari che ci sono.

- Estrazione: in questa modalità bisogna disattivare ND133K e poi scappare al punto di estrazione.

- Sabotaggio: In questa modalità bisogna piazzare un modem vicino all'ND133K, e quando il timer si ferma la bomba viene neutralizzata.

### Fazioni
Le due fazioni nel multiplayer hanno un ruolo fisso:
- Mercenari: Componenti di ARGUS (ARmed GUardian Services), gruppo paramilitare privato ingaggiato da vari clienti in giro per il mondo in contrasto con Third Echelon. Ingaggiati da Soth per diffondere l'ND133.

- Spie: Componenti di Shadownet, branca di Third Echelon. Solitamente lavorano in coppia come supporto alle operazioni degli Splinter Cell. Vengono dispiegati dall'NSA per disarmare i vari contenitori di ND133 attivi in giro per il mondo.

## Extra
Nelle versioni Gamecube e PlayStation 2, la missione nella giungla indonesiana ha una sezione extra.

## Doppiaggio
| Personaggio      | Voce italiana        |
| ---------------- | -------------------- |
| Sam Fisher       | Luca Ward            |
| Irving Lambert   | Gerolamo Alchieri    |
| Ingrid Karlthson | Anna Giulia Belletti |
| Grimsdottir      | Mara Vapori          |
| Morris Odell     | Renzo Ferrini        |
| Douglas Shetland | Dario Oppido         |
| Suhadi Sadono    | Morgan               |

## Colonna sonora
La colonna sonora è stata composta da Jack Wall e Lalo Schifrin.
1. Main Menu – 2:24
2. Main Theme – 4:11
3. Embassy (Standard) – 1:56
4. Embassy (Suspicion) – 1:56
5. Embassy (Discovered) – 1:20
6. Cryogenics (Standard) – 2:43
7. Cryogenics (Suspicion) – 1:27
8. Cryogenics (Discovered) – 1:48
9. Train (Standard) – 1:49
10. Train (Discovered) – 2:58
11. Jerusalem (Standard) – 2:42
12. Jerusalem (Suspicion) – 1:24
13. Jerusalem (Discovered) – 1:28
14. Village (Standard) – 3:04
15. Village (Suspicion) – 2:18
16. Village (Discovered) – 1:25
17. Jungle (Standard) – 2:17
18. Jungle (Suspicion) – 1:34
19. Jungle Submarine (1) – 1:30
20. Jungle Submarine (2) – 2:37
21. Station (Standard) – 2:12
22. Station (Suspicion) – 1:33
23. Station (Discovered) – 1:01
24. LAX Standard (1) – 1:49
25. LAX Standard (2) – 1:30
26. LAX (Suspicion) – 1:21
27. The Final Battle – 1:07
28. Credits Soundtrack – 3:27